# Merneit
Merneit je bila egipatska kraljica, ali i egipatski faraon iz 1. dinastije. Ona je bila prva regentica u egipatskoj povijesti. Spominje se na spomenicima kao muški faraon, a ne kao kraljica. Njezino ime (koje sadrže Neitino ime) je pronađeno na vazama, zdjelama, pečatima, steli.

## Životopis
Merneit je rođena u 1. dinastiji kao kći faraona Džera i njegove sestre Herneit. Njezin je brat bio Džet, za kojeg se i udala, te je s njim bila majka Dena. Kad je Džer umro, Den je bio dječak te tako premlad za vladanje. Zato je Merneit preuzela prijestolje kao regentica, ali kao i faraon. Moguće je da je imala lažnu bradu kao što su to radile i druge regentice koje su vladale u ime svojih sinova, a često su zapravo bile nevoljne prepustiti vlast kad je za to došlo vrijeme. 
Kad je Den odrastao, postao je faraon kako je i trebalo biti, a Merneit je opet bila kraljica.

## Grobnica
Merneit je pokopana u Umm el-Qa'abu, u grobnici Y, blizu svog muža Džeta, koji je pokopan u grobnici Z. Za razliku od drugih kraljica, koje imaju samo grobnice, Merneit uz grobnicu ima i spomenik za štovanje. 
U Merneitinoj grobnici je pronađena solarna barka kojom Merneit, po vjerovanju egipatskih svećenika, putuje s bogom Suncem Raom. S Merneit su bili pokopani i njezine sluge, kako bi ju služili u zagrobnom životu.

## Pečat
U Denovoj je grobnici pronađen pečat na kojem su popisani faraoni. Popis sadrži i ime Merneit, iako kraljice nisu uključivane na popise. Vjerojatno je imao osobito poštovanje prema majci pa je njezino ime stavio kraj svojega, a ispred Merneitinog imena stavljeno je ime njegova oca Džeta. Međutim, tamo nema sokola kraj Merneitina imena, što znači da se muški sokol nije smatrao primjerenim za stavljanje kraj ženskog imena. Umjesto sokola (Horus) uporabljena je slika lešinara (Nekbet).

## Vanjske poveznice
- Pečat s Merneitinim imenom iz Denova groba
- Kratki pregled Merneitine vladavine